# Страхобачення
«Страхобачення» (англ. TerrorVision) — американський науково-фантастичний комедійний фільм жахів 1986 року режисера Теда Ніколау, продюсера і сценариста Альберта і Чарльза Бенда і композитора Річарда Бенда. Фільм був знятий Empire International Pictures, виробничою компанією, що належала Чарльзу Бенду до заснування Full Moon Features.

## Сюжет
На планеті під назвою Плутон іншопланетний сміттєпровід перетворює жахливого монстра на згусток енергії і випромінює її в космос. Тим часом на Землі сім'я Путтерманів за допомогою саморобної антени підключає супутникове телебачення. Спочатку прийом сигналу поганий, але раптово посилюється, коли в тарілку потрапляє розряд інопланетної енергії.
Шерман Путтерман і його дідусь, колишній військовий, вирішили насолодитися вечором фільмів жахів, переглядаючи телепрограму, яку веде пишногруда Медуза. Тим часом батьки Шермана йдуть на зустріч із свінгерами, а його сестра Сьюзі — зі своїм хлопцем-рокером O. D. Шерман і його дідусь врешті-решт засинають, але прокидаються від того, що з телевізора матеріалізується Монстр і з'їдає дідуся. Згодом приїжджають батьки Шермана разом зі свінгерами Черрі та Спіро. Попри незв'язне пояснення ситуації від Шермана, мати замикає його в бомбосховищі, щоб він не зіпсував їм вечір.
Шерман намагається подзвонити в поліцію, але там сприймають його за жартівника. Він дзвонить Медузі, яка також не поставилася до його слів серйозно. Пізніше Монстр матеріалізується в «Кімнаті задоволення», зжирає Черрі в басейні та імітує її голову, щоб заманити Спіро. Батьків Шермана також з'їдають після того, як вони знаходять рештки свінгерів. Шерман використовує пластид, щоб вирватися з бункера, і озброюється арсеналом діда, коли приходять O. D. і його сестра.
Сестра Шермана не вірить його розповіді про чудовисько, а коли вони перевіряють кімнату батьків, то бачать там їхні імітації, а також імітації свінгерів і дідуся. Однак незабаром вони натрапляють на Чудовисько в іншій кімнаті. Воно женеться за ними, але вгамовується, побачивши хеві-метал рукавицю O. D., яка здається йому схожою з рукавицями доглядача на його рідній планеті. Потім вони виявляють, що можуть підкорити Монстра їжею та телебаченням і навчити його кількох слів, таких як «телевізор», «музика» та їхні імена. Вони вирішують використати Звіра для отримання прибутку і кличуть Медузу в надії на показ на телебаченні. Спочатку вона ставиться до них зневажливо, але проявляє інтерес, коли вони обіцяють влаштувати вечірку.
Однак Звір розлючується і з'їдає O. D., коли його іншопланетний хазяїн з'являється по телевізору, щоб попередити землян, що вони повинні знищити своє телевізійне обладнання, щоб запобігти поширенню Монстра; Монстр надто бурхливо відреагував на оголошення Плутара, інопланетного хазяїна, і O. D. спровокував монстра, намагаючись його заспокоїти. Поліцейський приїжджає, щоб заарештувати Шермана за жартівливі дзвінки, але його з'їдає Монстр. Шерман починає розбиває всі телевізори у будинку, проте через останній вцілілий телевізор матеріалізується Плутар, щоб знищити Монстра. Тим часом до будинку прибуває Медуза і стукає Плутара по голові ззаду, помилково вважаючи, що він і є той самий Монстр, якого їй описували Шерман і Сьюзі, і той помирає. Коли з'являється Монстр, то починає всмоктувати групу з трьох осіб у свою пащу потужним поривом повітря.
Наступного ранку водія Медузи розбудила спотворена імітація його роботодавиці, який сховався на задньому сидінні його машини, вимагаючи відвезти його на телестанцію.

## Акторський склад
| Актор                | Роль                                   |
| -------------------- | -------------------------------------- |
| Чед Аллен            | Шерман Путтерман                       |
| Даян Франклін        | Сьюзі Путтерман сестра Шермана         |
| Герріт Грем          | Стенлі Путтерман батько Шермана        |
| Мері Воронов         | Ракель Путтерман мати Шермана          |
| Берт Ремсен          | дідусь Шермана                         |
| Джон Гріс            | O.D. хлопець Сьюзі                     |
| Дженніфер Річардс    | Медуза ведуча тележахів                |
| Алехандро Рей        | Спіро свінгер                          |
| Ренді Брукс          | Черрі свінгер                          |
| Вільям Полсон        | Плутар іншопланетянин з планети Плутон |
| Френк Велкер (голос) | Монстр                                 |

## Виробництво
Фільм був знятий паралельно з «Тролем» компанією Empire Pictures в Італії, на студії Stabilimenti Cinematografici Pontini поблизу Риму. Над обома фільмами працювала та сама команда, зокрема художник зі спецефектів Джон Карл Бюхлер (який також був режисером Троля), оператор Романо Альбані та композитор Річард Банд. Обидва фільми вийшли на екрани США з різницею в місяць.

## Випуск
Фільм вийшов в обмежений кінотеатральний прокат у Сполучених Штатах у лютому 1986 року. У прокаті він зібрав 320 256 доларів.
У 2007 році Metro-Goldwyn-Mayer випустила широкоформатну версію фільму на каналі Showtime.
У 2013 році Shout! Factory випустила фільм на DVD та Blu-ray як частину своєї лінійки Scream Factory.